# Rio de Janeiro (stad)
Rio de Janeiro (Portugese uitspraak: [ˈʁi.u dʒi ʒaˈnejɾu]), São Sebastião do Rio de Janeiro of kortweg Rio is een Braziliaanse gemeente en de hoofdstad van de gelijknamige deelstaat in het zuidoosten van het land. De stad ligt aan een wijde baai, de Baai van Guanabara, en was tot 1960 de hoofdstad van Brazilië. 
Rio de Janeiro is met 6,2 miljoen inwoners de tweede grootste stad van het land. De gehele agglomeratie met o.a. de voorsteden Duque de Caxias, Nova Iguaçu en São Gonçalo heeft 13,4 miljoen inwoners. 
De inwoners van Rio worden Carioca's genoemd.
Rio staat bekend als de stad van de samba en de bossanova. De stad is mede beroemd om haar drukbezochte stranden, zoals Copacabana en Ipanema; het reusachtige standbeeld Christus de Verlosser, dat staat op de 710 meter hoge Corcovadoberg; de Suikerbroodberg met zijn kabelbaan; en het uitbundige gevierde carnaval, dat jaarlijks wordt bezocht door duizenden toeristen. 
De stad ligt ingesloten tussen verschillende bergen die door de stad verspreid liggen. Binnen de stad ligt een tropisch regenwoud, het Nationaal park Tijuca. Een deel van de stad staat sinds 2012 op de Werelderfgoedlijst van de UNESCO onder de titel Rio de Janeiro: Cariocalandschappen tussen de bergen en de zee. De stad is de thuishaven van vier voetbalclubs die op het hoogste niveau uitkomen. Het Maracanã was tot voor de verbouwingen van het wereldkampioenschap voetbal 2014 een van de grootste voetbalstadions ter wereld.
Rio is anderzijds ook berucht vanwege de vele sloppenwijken, favela's genaamd, waar veel criminaliteit heerst. In de favela's strijden het leger, de politie, drugsbendes en doodseskaders om de macht.

## Geschiedenis
Rio de Janeiro werd op 1 maart 1565 door de Portugese militair Estácio de Sá gesticht onder de naam São Sebastião do Rio de Janeiro, met de bedoeling andere Europeanen, in het bijzonder de Fransen, uit het gebied te verdrijven. Deze hadden namelijk pogingen ondernomen om dit gebied, waarop de Portugezen sinds het Verdrag van Tordesillas aanspraak maakten, in bezit te nemen. Zo had in 1555 een groep Fransen onder leiding van Nicolas de Villegagnon op het naar hem genoemde eiland Villegagnon in de baai van Guanabara de kolonie Antarctisch Frankrijk gesticht. Deze Franse kolonie was echter korte tijd later in maart 1560 bezweken, voornamelijk ten gevolge van de onderlinge twisten tussen calvinisten en katholieken. Met de stichting van de stad werd ook begonnen met de bouw van het fort Fortaleza de São João.
In de loop van de tijd werd Rio een steeds belangrijkere handelsstad voor de Portugezen, waardoor concurrenten als de Fransen en Nederlanders de stad meerdere keren aanvielen. De Braziliaanse kuststrook was in de loop van de 16e eeuw gekoloniseerd door Portugal en deze kolonies werden voor een deel overgenomen door de West-Indische Compagnie. De verschillende gouverneurs van de kolonie trachtten zo veel mogelijk immigranten naar het gebied te lokken, met gematigd succes. Uiteindelijk werden de Nederlanders in 1654 uit het gebied verjaagd door de Portugezen. Aan het eind van de 17de eeuw was Rio de derde belangrijkste nederzetting van Brazilië (na Salvador en Recife-Olinda). Dit was hoofdzakelijk te danken aan de bloeiende teelt van suikerriet en de exploitatie van de mijnen in Minas Gerais. Ten behoeve van deze bedrijfstakken werden in de 18e eeuw op grote schaal zwarte slaven uit Afrika aangevoerd, en ontscheept op de Valongowerf in Rio de Janeiro. Deze kade staat om die reden sinds 2017 op de Werelderfgoedlijst van de UNESCO. In 1763 werd Rio de hoofdstad van Portugees Amerika, daarvoor was het veel noordelijker gelegen Salvador.
In 1807 rukten Napoleons troepen op naar Lissabon. Twee dagen voor de invasie vertrokken 40 schepen met als passagiers de Portugese koningin Maria I van Portugal, kroonprins Don João VI en de volledige hofhouding van 10.000 personen. Toen ze aankwamen in Rio werd dit door zijn onderdanen uitbundig gevierd, met wilde danspartijen in de straten. Don João hield onmiddellijk van de "Cidade Maravilhosa". Het leidde echter ook tot onrust omdat veel mensen uit hun huis gezet werden om zo de hofhouding onder te kunnen brengen. Rio de Janeiro werd uitgeroepen tot hoofdstad van Verenigd Koninkrijk van Portugal, Brazilië en de Algarve en de familie nam haar intrek in het paleis van de gouverneur. Nadat Napoleon verslagen was bleef de koninklijke familie hier wonen, ook toen Don João de troon besteeg na de dood van zijn moeder. Toen Don João in 1821 terugkeerde naar Portugal vanwege een opstand nam zijn zoon Pedro het bestuur over om een jaar later de onafhankelijkheid van het Keizerrijk Brazilië uit te roepen met hemzelf als koning Peter I van Brazilië. Rio werd de hoofdstad van deze nieuwe natie.
Toen het land in 1889 een republiek werd, bleef Rio de hoofdstad. Aan het begin van de 20e eeuw werd onder leiding van burgemeester Pereira Passos begonnen met een grote planologische verbouwing van de stad. Dat was hard nodig vanwege de vele epidemieën die de stad regelmatig teisterden. Met deze verbouwing werd boulevards, pleinen (o.a. de Avenida Rio Branco) en parken aangelegd. De stad kreeg betere rioleringen, sanitaire voorzieningen en elektriciteit. Ook werden belangrijke monumenten zoals het Theatro Municipal, het Museu Nacional de Belas Artes en de Nationale Bibliotheek gebouwd. De stad werd naar het zuiden uitgebreid met de Zona Sul waarin o.a. de wijken Copacabana en Ipanema lagen. Het leidde ook tot onvrede. De armen uit de krottenwijken werden naar de omliggende heuvels verdreven waarmee de favela's ontstonden. In 1904 leidde de verplichte vaccinatie tegen pokken tot de Vaccinrevolte waarmee alle onvrede tot uiting kwam.
In 1910 volgde een opstand waarbij muitende mariniers hun schip kaapten en op de stad dreigden te schieten en in 1922 volgde opnieuw een opstand uit het leger. In 1930 vond de coup van Getúlio Vargas plaats en werd het land een dictatuur. Het land zou nog meerdere malen tot dictatuur vervallen. Toen Juscelino Kubitschek in 1955 president werd, besloot hij een nieuwe hoofdstad, genaamd Brasilia te laten bouwen, die Rio in 1960 als hoofdstad zou vervangen. Het voormalige parlementsgebouw van Brazilië is nu het parlementsgebouw van de deelstaat Rio de Janeiro.
Rio organiseerde de Olympische Zomerspelen 2016. In 2009 werd de stad verkozen boven Chicago, Madrid en Tokio. Het was voor het eerst dat een Zuid-Amerikaanse stad de organisatie van het evenement in handen kreeg. In 2013 heeft het de wereldjongerendagen gehuisvest, waarbij Paus Franciscus de speciale gast was. In 2014 werd de finale van het Wereldkampioenschap voetbal in Rio gespeeld.

## De stad

### Naam

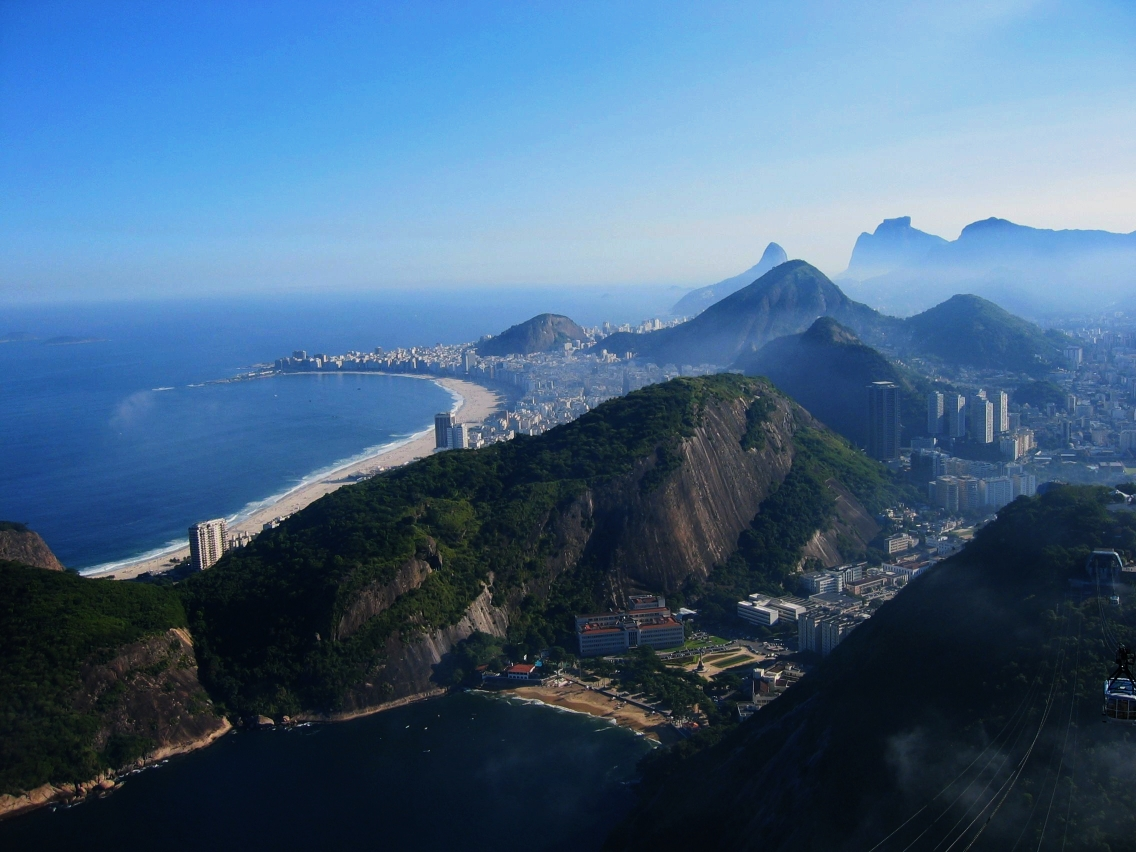
Uitzicht over de wijken Copacabana en Urca, met het rode zand van het strand Praia Vermelha

De naam Rio de Janeiro betekent in het Portugees Januaririvier. Toen de Portugese ontdekker Gaspar de Lemos op 1 januari 1502 de Baai van Guanabara ontdekte, dacht hij dat het om de monding van een rivier ging, vandaar deze naam. 
Vanwege haar ligging tussen de steile rotsen heeft de stad de bijnaam Cidade Maravilhosa ("Prachtige Stad") gekregen.

### Olivier van Noort
Olivier van Noort was de tweede Europeaan (en de eerste Nederlander) die de wereld rondzeilde. In 1599 begon hij aan zijn wereldreis. Hij probeerde met zijn bemanning Rio de Janeiro binnen te vallen, wat mislukte ten gevolge van een effectieve verdediging vanuit het Portugese fort Santa Cruz, gelegen aan de ingang van de baai van Guanabara.

### Bevolking
De bevolking van Rio de Janeiro werd door de IBGE in 2005 geschat op 6.094.183 inwoners, Cariocas genaamd (inwoners van de staat Rio de Janeiro worden Fluminenses genoemd), en een oppervlakte van 1256 km². Inclusief voorsteden bedraagt de bevolking ongeveer 13 miljoen inwoners. Het is de tweede stad van Brazilië (na São Paulo) en was de hoofdstad van Brazilië in de postkoloniale periode van 1822 tot 1960, toen Brasilia die rol overnam. De stad is gebouwd op vlakke stukken land tussen rotsige heuvels, de morros. De gebieden aan de kust zijn het dichtst bevolkt.

### Taalgebruik
De Cariocas staan in heel Brazilië bekend om hun markante accent. Typerend is de uitspraak van de s als sj aan het eind van een woord of lettergreep. De o wordt veelal uitgesproken als oa. De inwoners van Rio maken daarnaast graag gebruik van het Braziliaanse slang, genaamd gíria.

### Sociale ongelijkheid
Rio de Janeiro kent, net als de rest van Brazilië, een grote sociaal-economische ongelijkheid. Een deel van de stad kan zich qua uitstraling meten met moderne Westerse metropolen, maar miljoenen mensen wonen in sloppenwijken, ook wel favela's genoemd. Favela's zijn overal verspreid door de stad, soms op slechts honderden meters van luxueuze hotels en zakenwijken. Ze zijn doorgaans gebouwd op hellingen die te steil zijn voor reguliere bebouwing en grenzen vaak aan de meest exclusieve wijken van Rio. De favela Rocinha, tot voor kort de grootste sloppenwijk van Zuid-Amerika, is direct gelegen naast een van de duurste wijken, São Conrado.

## Onderwijs
Rio de Janeiro heeft, samen met São Paulo, Curitiba en Porto Alegre een van de meest geavanceerde onderwijssystemen. Het heeft een van de laagste uitvalcijfers en een grote hoeveelheid (80) hogescholen.

## Bezienswaardigheden

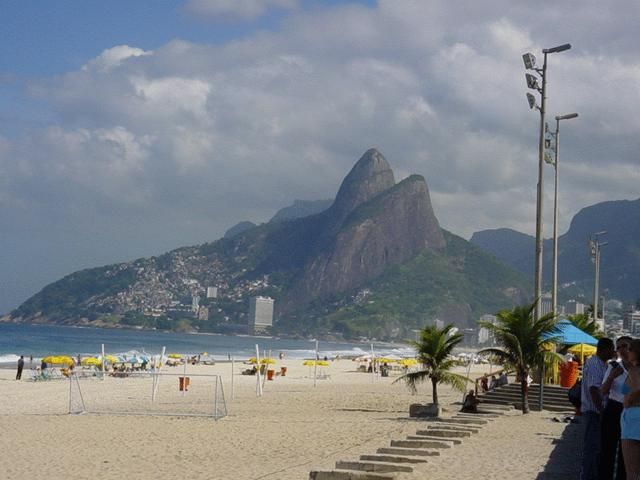
Strand van Ipanema

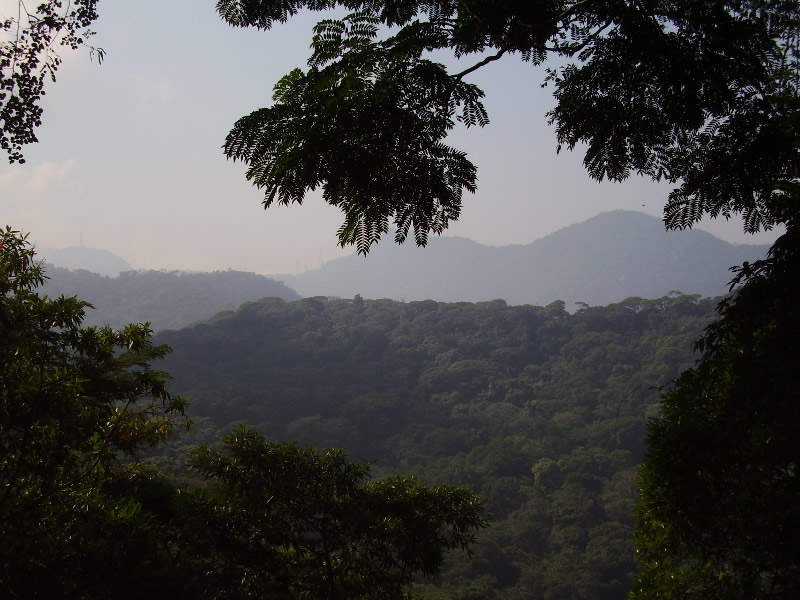
Het Tijucawoud

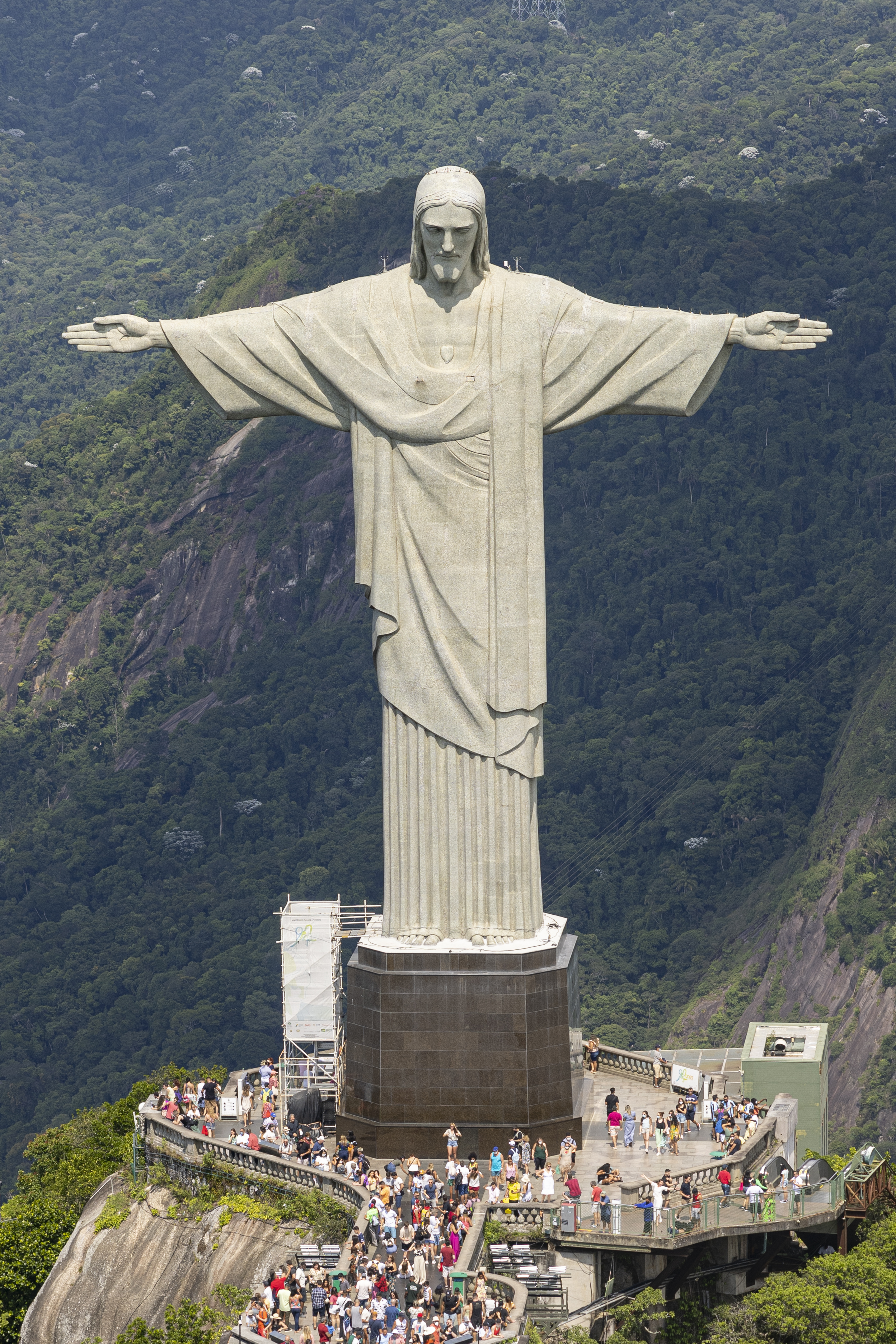
Christus de Verlosser

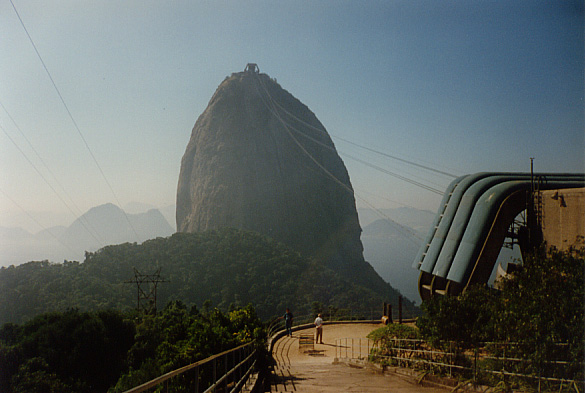
Suikerbroodberg

In het centrum van de stad zijn veel oude gebouwen verdwenen en vervangen door hoogbouw. Een aantal oudere gebouwen zijn gebleven, zoals het Theatro Municipal uit 1909 dat geïnspireerd is op de Opéra Garnier uit Parijs en het Koninklijk Portugees Leeskabinet dat als een van de mooiste bibliotheken ter wereld wordt gezien. In deze wijk zijn verschillende kerken te vinden zoals de barokkerk Candelária en de oude Carmelkathedraal en de modernistische Sint-Sebastiaankathedraal die in de stijl van het Brutalisme is gebouwd. Het Keizerlijk paleis was van 1808 tot 1822 de residentie van Johan VI van Portugal toen deze stad de hoofdstad was van zowel Brazilië als Portugal. Bekende musea zijn het Museum van de schone kunsten, het Nationaal Museum, het Museum voor Moderne Kunst en het Museu do Amanhã ontworpen door Santiago Calatrava. In de stad is ook het Carioca Aqueduct te vinden dat vroeger voor de watervoorziening zorgde, maar sinds 1896 als brug voor de Santa Teresatram wordt gebruikt. Deze tram is vooral een toeristische attractie.

### Botanische tuin
Jardim Botânico do Rio de Janeiro is een botanische tuin van circa 145 hectare.

### Stranden
De bekendste stranden zijn Copacabana, Ipanema en Barra da Tijuca, waarvan vooral het laatste in opkomst is. Copacabana en Ipanema zijn wereldberoemd en liggen vlak naast elkaar: alleen het kleine strand van Arpoador scheidt ze. Het Copacabanastrand is 4 kilometer lang en heeft de vorm van een halve maan. Het Ipanemastrand en de omliggende gelijknamige wijk is overigens een van de veiligste van Rio dankzij de vele politie. Het Arpoadorstrand is bekend vanwege de vele surfers. De Praia Vermelha is een klein strandje in de wijk Urca, letterlijk vertaald 'Rode Strand', benoemd naar het zand dat rood gekleurd lijkt door de zon. De stranden van Rio staan bekend door de beachsoccer spelende mannen.

### Tijucawoud
Het Tijucawoud (Floresta da Tijuca) is een regenwoud, midden in de stad Rio de Janeiro in de wijk Tijuca, die circa 150 000 inwoners heeft. Het regenwoud is handmatig aangelegd en bestrijkt een oppervlakte van bijna 33 vierkante kilometer, waardoor het Tijucawoud het grootste bos ter wereld is dat midden in een stad ligt. In het woud bevindt zich onder andere het Cristo Redentor beeld op de 710 meter hoge Corcovadoberg. Hiermee is het niet de hoogste berg van het woud: dat is de Pico da Tijuca met 1022 meter. Ook de Mesa do Imperador staat in het woud, een enorme granieten picknicktafel.
Het Tijucawoud is het thuis van vele met uitsterven bedreigde dier- en plantensoorten. Het originele woud werd in de koloniale tijd vernietigd zodat er koffieplantages konden worden aangelegd. In de tweede helft van de 19e eeuw was het burgemeester Manuel Gomes Archer die opdracht gaf om het woud te 'herbouwen'. Het woud werd in 1961 uitgeroepen tot Nationaal Park.

### Christus de Verlosser
Christus de Verlosser is een enorm beeld van Jezus Christus op de 710 meter hoge berg Corcovado. Het beeld zelf is 38 meter hoog, en staat symbool voor de wereldwijde verspreiding van de christelijke boodschap. Het beeld werd officieel onthuld op 12 oktober 1931, nadat er ongeveer 10 jaar aan gebouwd was.
In 2007 is het standbeeld via een grootschalige internet-verkiezing verkozen tot een van de zeven moderne wereldwonderen. Het is bereikbaar via de Corcovadospoorlijn.

### Suikerbroodberg
De Suikerbroodberg is een bergtop van 396 meter hoog, gelegen bij de ingang van de Baía de Guanabara. De berg is een van de zeven granieten rotsblokken van Rio. De berg eindigt kegelvormig, wat het een karakteristiek aanzien geeft. Mede daarom is het een van de populairste attracties in Rio. De berg is makkelijk te bereiken via een 1400 meter lange kabelbaan, maar valt ook te beklimmen.
De wijk Urca, met het boven beschreven 'rode strand', ligt aan de voet van de berg.

## Klimaat

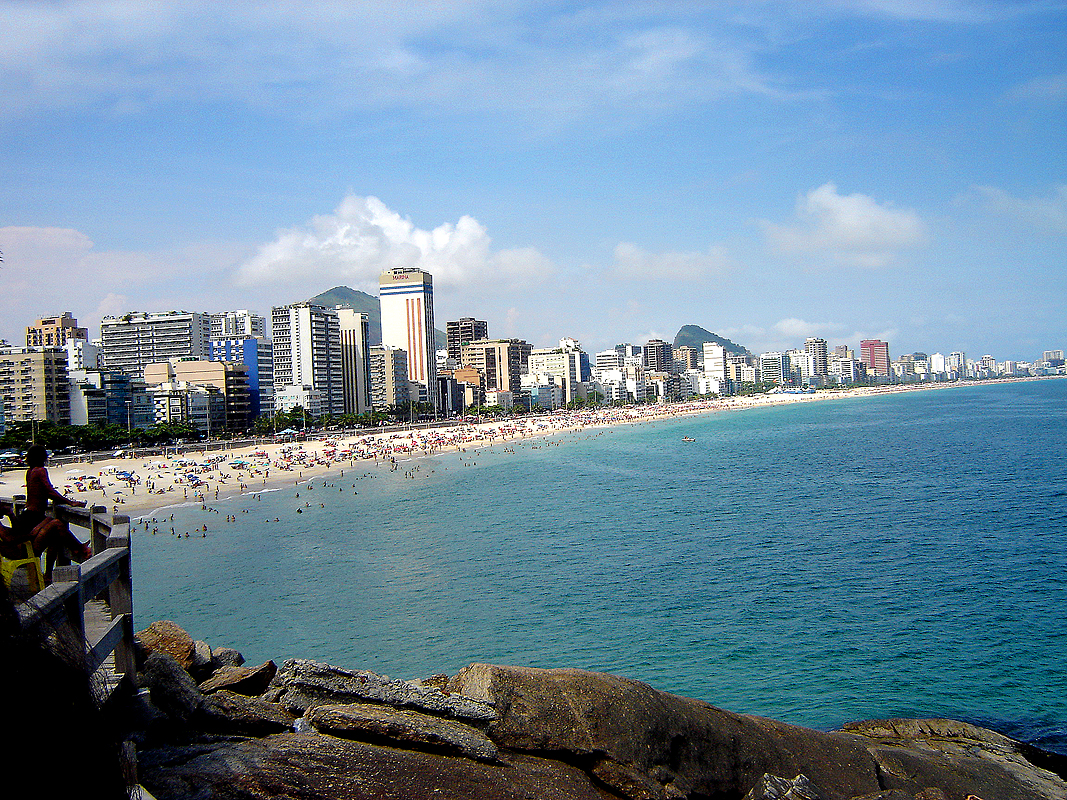
Leblon en Ipanema

Het klimaat in Rio de Janeiro is subtropisch met een gemiddelde jaarlijkse temperatuur van 22,7° Celsius. De officieel hoogst gemeten temperatuur was 43,2° Celsius op 14 januari 1984.

## Aangrenzende gemeenten
De gemeente grenst aan Duque de Caxias, Itaguaí, Mesquita, Nilópolis, Niterói, Nova Iguaçu, São João en Seropédica.

## Vervoer

### Luchthavens
Rio de Janeiro beschikt over vijf luchthavens. De internationale luchthaven Galeão - Antônio Carlos Jobim is gelegen op Ilha do Governador in de Baía de Guanabara. Dit vliegveld is vernoemd naar de wereldberoemde componist, maar wordt in het dagelijks spraakgebruik meestal Galeão genoemd. In 2012 en 2013 verwerkte het vliegveld ruim 17 miljoen passagiers, wat ruim boven de capaciteit van 15 miljoen passagiers ligt. De tweede luchthaven is luchthaven Santos-Dumont, slechts 2 km verwijderd van het centrum, is genoemd naar de Braziliaanse luchtvaartpionier en is ook gelegen in de Baia de Guanabara, dicht bij het commerciële centrum van de stad. De luchthaven Santos Dumont wordt voornamelijk gebruikt voor vluchten naar São Paulo, die zeer regelmatig plaatsvinden. De derde luchthaven in Jacarepaguá is voornamelijk in gebruik voor particuliere vluchten.
De vliegvelden Base Aérea dos Afonsos en Base Aérea de Santa Cruz zijn alleen voor militair gebruik.

### Openbaar vervoer

Openbaar vervoer in Rio de Janeiro

De metro van Rio de Janeiro bestaat uit twee lijnen en is geïntegreerd met buslijnen en treindiensten. In totaal bestaat ze uit 42 km spoor en 34 stations. Een derde lijn is in aanbouw. Dagelijks maken ongeveer 420.000 mensen gebruik van de metro. Er zijn in Rio de Janeiro 437 bussen, die gezamenlijk op één dag meer dan vier miljoen mensen door de hele stad vervoeren. In de toekomst komt er mogelijk een hogesnelheidslijn naar São Paulo. Deze lijn zal een lengte hebben van ongeveer 420 km en met een gemiddelde snelheid van 280 km/h zal een rit anderhalf uur duren.

### Rio-Niteróibrug

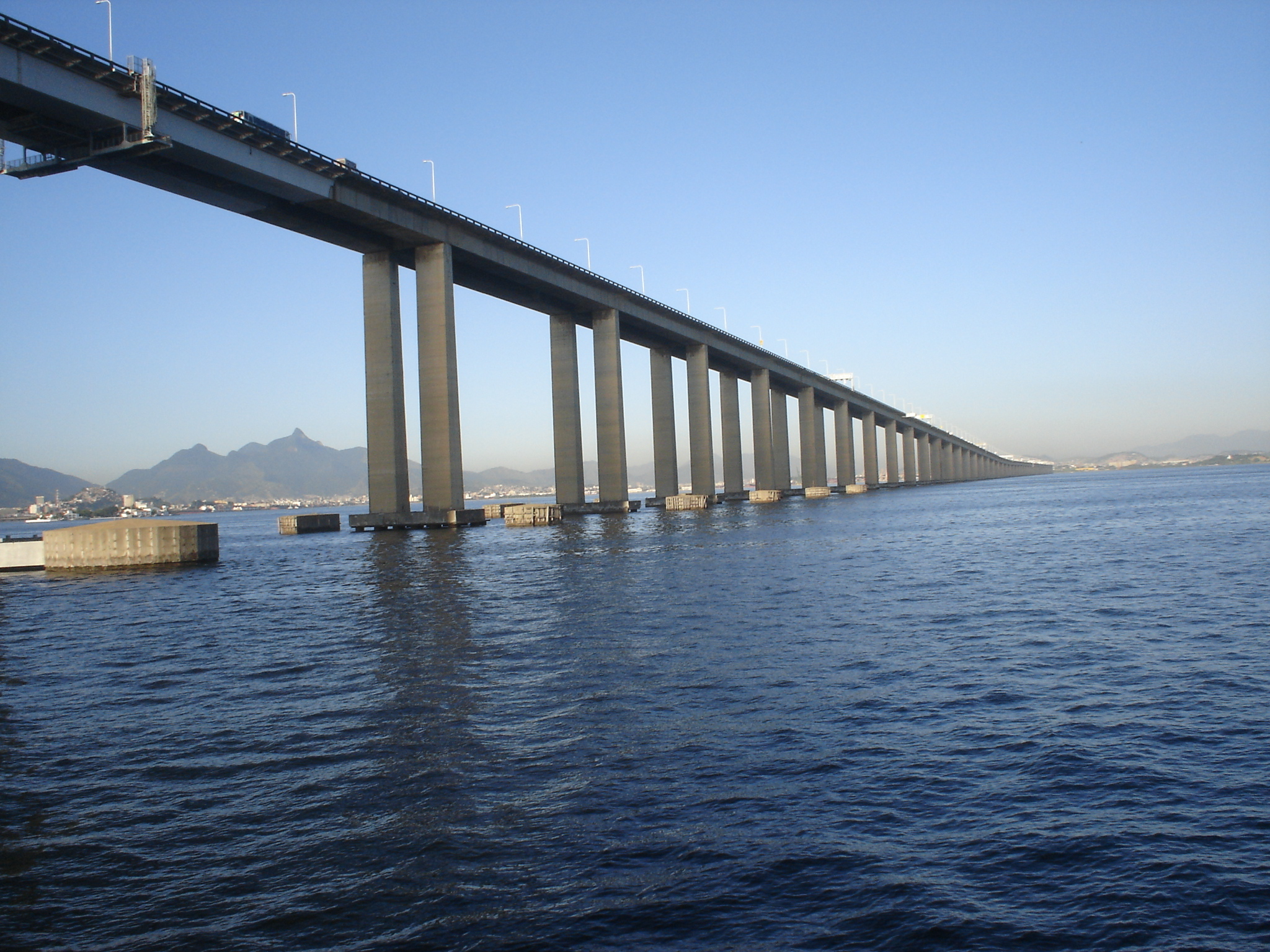
De Rio-Niteróibrug

De Rio-Niteróibrug is de brug die de steden Rio de Janeiro en Niterói verbindt. De officiële naam is de President Costa e Silva Brug, naar de man die opdracht gaf tot het bouwen. Het bouwen is verzorgd door Britse bouwfirma's, en kostte ongeveer 30 miljoen euro. Het project werd gestart op 23 augustus 1968 (hoewel het echte bouwen pas in januari 1969 begon) en voltooid in 4 maart 1974. Tijdens de bouw overleden 5 werknemers, omdat een deel van de brug afbrak en in de baai stortte. De brug is 13.290 meter lang en loopt dwars door de Baía da Guanabara.

### Wegennet
De stad ligt aan het eind van de radiale snelweg BR-040 tussen Brasilia en Rio de Janeiro. Daarnaast ligt ze aan de wegen BR-101 en RJ-083.

## Carnaval

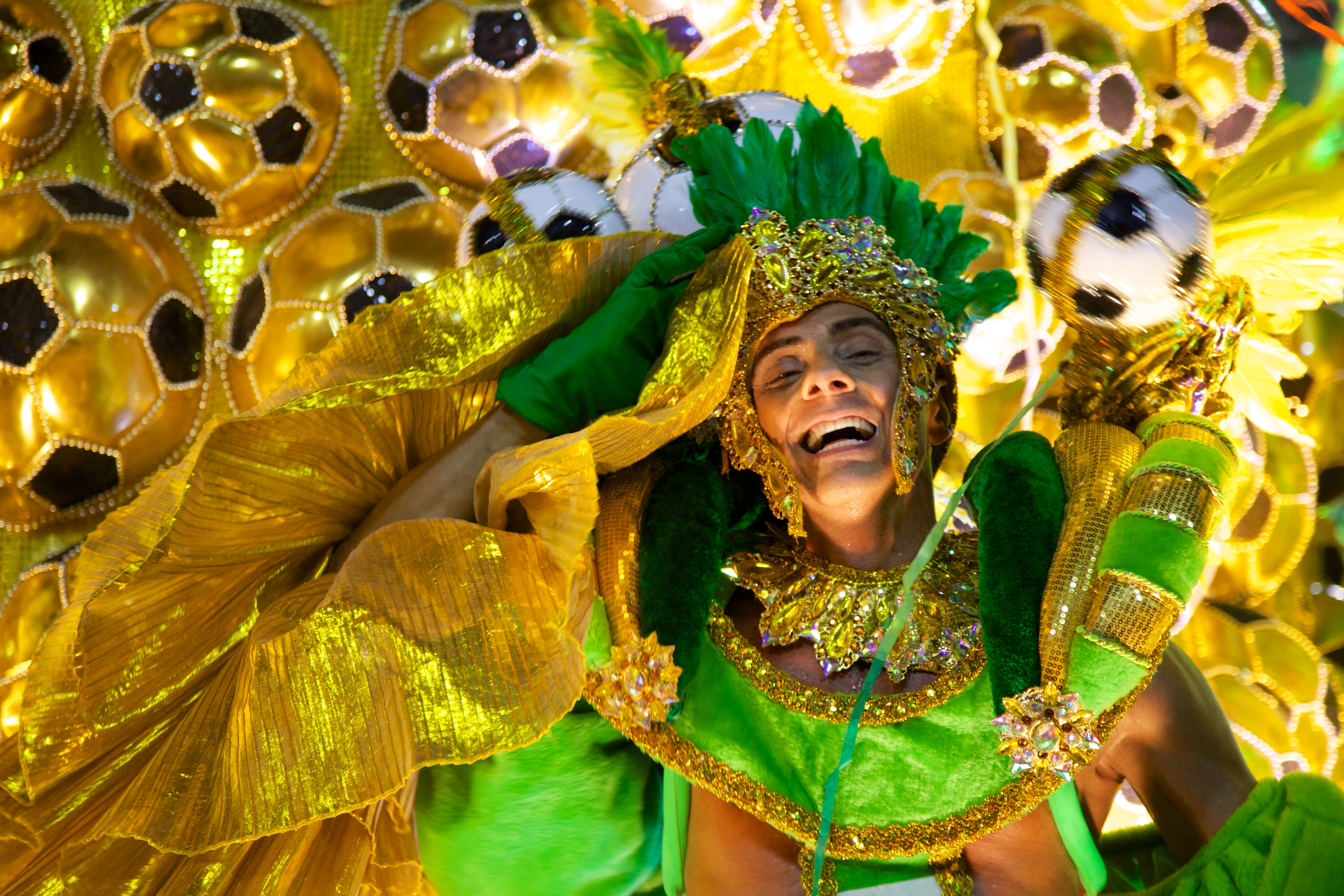
Het carnaval in Rio de Janeiro

In Rio de Janeiro wordt Carnaval uitbundig gevierd. Het wordt gevierd van zaterdag tot dinsdag. De mensen gaan tijdens Carnaval met zijn allen uitbundig feesten. De samba speelt hier in een belangrijke rol. Iedereen is mooi verkleed en/of uitgedost. Er wordt ook ieder jaar een grote carnavalsoptocht op de sambadrome gehouden door de wereldberoemde sambascholen. Het feest is ook bedoeld om te protesteren tegen corruptie politici, te klagen over armoede en liefdesverdriet te vergeten.

## Voetbal

### Flamengo
Flamengo is een voetbalclub, opgericht in 1895. Sinds de oprichting in 1971 van de Braziliaanse competitie won Flamengo vier keer de titel. De voetbaltak van Flamengo is in 1911 opgericht, nadat ontevreden leden van Fluminense overstapten naar Flamengo: sindsdien is Flamengo-Fluminense een zeer beladen derby (Fla-Flu). Samen met Vasco da Gama en São Paulo heeft Flamengo de grootste aanhang van het land, wat de naam van de derby tussen de twee ploegen verklaart: Clássico dos Milhões, Klassieker van de Miljoenen. De clubkleuren zijn rood, zwart en wit.

### Fluminense
Fluminense is opgericht in 1902, en de enige professionele voetbalclub uit Rio die niet uit een roeivereniging is ontstaan. De club heeft één Braziliaanse titel gewonnen, en speelt een zeer beladen derby tegen Flamengo (Fla-Flu), nadat een aantal ontevreden leden de voetbaltak van Flamengo waren gestart. Groen, wit en rood zijn de clubkleuren.

### Vasco da Gama
Vasco da Gama, samen met Flamengo en São Paulo de populairste club van het land, heeft een Copa Libertadores gewonnen en vier landstitels behaald. De derby met Flamengo, de Clássico dos Milhões is beladen. De club is opgericht in 1898 en de clubkleuren zijn zwart-wit.
De thuishaven van Vasco is São Januario.

### Botafogo
Botafogo, vaak afgekort als fogo, is met twee landstitels (1968 en 1995) een wat minder succesvolle club uit Rio. De club is opgericht in 1904 en de clubkleuren zijn zwart-wit. Botafogo is net als Vasco da Gama en Flamengo uit een roeiclub ontstaan.

### Andere clubs
Buiten de vier grote clubs heeft Rio ook nog enkele belangrijke kleinere clubs. America speelde 100 jaar lang van 1908 tot 2008 in het Campeonato Carioca, het staatskampioenschap en een laatste keer in 2011. De club speelde ook 17 jaar lang in de Série A, het laatste seizoen in 1988. Het laatste seizoen in de Série B was in 2000 en in de Série C in 2007. Bangu is de zesde club van de stad. Ook deze club speelde al meer dan 100 seizoenen in het staatskampioenschap en speelde negen seizoenen in de Série A, waarvan de laatste keer in 1988 was. São Cristóvão FR, Madureira EC, Olaria AC, Bonsucesso FC, Portuguesa en Campo Grande AC speelden lange tijd in de hoogste klasse van het staatskampioenschap, maar speelden op nationaal niveau geen rol van betekenis. Madureira, Olaria en Bonsucesso zijn de enige clubs die de laatste jaren nog in de hoogste klasse van het staatskampioenschap speelden.

### Maracanã

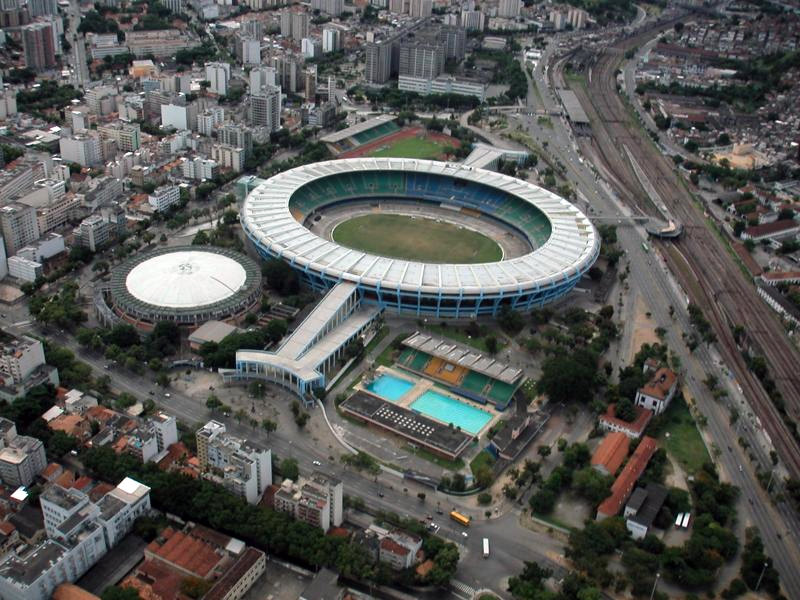
Het Maracanãstadion

Het Maracanã is het wereldberoemde voetbalstadion van Rio de Janeiro, een van de grootste voetbalstadions ter wereld. De officiële naam is Estádio Mário Filho, vernoemd naar de bedenker van het project en oud-burgemeester van Rio. Het stadion is ovaalvormig en geopend in 1950, speciaal voor het WK van dat jaar in Brazilië. Destijds had het een capaciteit van 183 000 plaatsen, maar tijdens de laatste en beslissende wedstrijd tussen Brazilië en Uruguay zaten er 199 854 toeschouwers op de tribunes. De capaciteit is later teruggebracht tot 120 000 en nu vanwege veiligheidsredenen tot amper 80 000, hoewel de toeschouwersaantallen vanwege de onveiligheidsverklaring meestal niet boven de 10 000 uitkomen.
Ten tijde van de opening kende het stadion ongekende luxe, met onder andere liften naar vipboxen, luxe kleedkamers en met daarin zuurstofmaskers, voorzieningen die in de rest van de wereld pas enkele tientallen jaren later kwamen.
In augustus 1963 trok het stadion 177 656 toeschouwers voor een wedstrijd tussen Flamengo en Fluminense, het record bij clubwedstrijden.
Tina Turner heeft in 1988 een wereldrecord gevestigd met bijna 188.000 toeschouwers, de meeste toeschouwers voor een soloconcert ooit. Dit deed ze tijdens haar Break Every Rule Tour. In 1990 heeft Paul McCartney ook een concert gegeven voor zo'n 180.000 toeschouwers.

## Stedenbanden
Zustersteden van Rio de Janeiro:
- Luanda, Angola (2011)[8]
- M'banza-Kongo, Angola (2022)[9]
- Buenos Aires, Argentinië (1996)
- Cabo Frio, Brazilië
- Manaus[10], Brazilië
- Niterói, Brazilië
- São Borja, Brazilië
- Teresópolis, Brazilië
- Keulen, Duitsland
- Bagdad[bron?], Irak
- Kobe, Japan (1969)
- Beiroet, Libanon
- Casablanca, Marokko (2010)[11]
- Kiev, Oekraïne
- Cuzco, Peru
- Guimarães, Portugal
- Lissabon, Portugal
- Boekarest, Roemenië
- Barcelona, Spanje
- Santa Cruz de Tenerife, Spanje
- Tunis, Tunesië
- Istanboel, Turkije
- Caracas, Venezuela
- Atlanta, Verenigde Staten
- Newark, Verenigde Staten
- Liverpool, Verenigd Koninkrijk
- Durban, Zuid-Afrika